# Козад (Небраска)
Козад (англ. Cozad) — місто (англ. city) в США, в окрузі Доусон штату Небраска. Населення — 3988 осіб (2020).

## Географія
Козад розташований за координатами 40°51′41″ пн. ш. 99°59′11″ зх. д. / 40.86139° пн. ш. 99.98639° зх. д. (40.861294, -99.986376).  За даними Бюро перепису населення США в 2010 році місто мало площу 6,78 км², уся площа — суходіл.

## Демографія
Згідно з переписом 2010 року, у місті мешкало 3977 осіб у 1656 домогосподарствах у складі 1058 родин. Густота населення становила 586 осіб/км².  Було 1881 помешкання (277/км²).
Расовий склад населення:
| - 92,4 % — білих - 0,4 % — корінних американців - 0,4 % — чорних або афроамериканців - 0,3 % — азіатів - 5,2 % — осіб інших рас |

До двох чи більше рас належало 1,3 %. Частка іспаномовних становила 13,3 % від усіх жителів.
За віковим діапазоном населення розподілялося таким чином: 26,2 % — особи молодші 18 років, 56,0 % — особи у віці 18—64 років, 17,8 % — особи у віці 65 років та старші. Медіана віку мешканця становила 39,3 року. На 100 осіб жіночої статі у місті припадало 94,1 чоловіків;  на 100 жінок у віці від 18 років та старших — 92,7 чоловіків також старших 18 років.
Середній дохід на одне домашнє господарство  становив 52 690 доларів США (медіана — 40 260), а середній дохід на одну сім'ю — 62 664 долари (медіана — 50 972). За межею бідності перебувало 16,2 % осіб, у тому числі 16,1 % дітей у віці до 18 років та 11,9 % осіб у віці 65 років та старших.
Цивільне працевлаштоване населення становило 1817 осіб. Основні галузі зайнятості: освіта, охорона здоров'я та соціальна допомога — 27,1 %, виробництво — 17,7 %, мистецтво, розваги та відпочинок — 11,0 %, роздрібна торгівля — 8,6 %.